# Hans Tramer
Hans Tramer (hebräisch הנס טרמר; geboren 17. September 1905 in Bunzlau; gestorben 2. Juni 1979 in Tel Aviv-Jaffa) war ein deutsch-israelischer Rabbiner, Verbandsfunktionär und Publizist.

## Leben
Hans Tramer war ein Sohn des Angestellten Wilhelm Tramer (1880–1933) und der Irma Altmann, sein Vater starb 1933 in Gestapo-Haft, sein 1911 geborener Bruder Manfred musste das Pharmaziestudium abbrechen und floh 1934 aus Deutschland, er wurde Kibbuz-Mitglied. Tramer absolvierte von 1928 bis 1932 das Studium zum Rabbiner am Jüdisch-theologischen Seminar Breslau und wurde zum Dr. phil promoviert. Er arbeitete 1932/33 als Rabbiner an der liberalen Synagoge in Berlin. Er heiratete Antonie Schattner. 1933 emigrierten sie nach Palästina. Zwischen 1939 und 1947 leitete er gemeinsam mit Curt Wormann die Volkshochschule Tel Aviv der Kulturkommission der Vereinigung der Israelis mitteleuropäischer Herkunft (Hitachduth Olej Germania, HOG).
Tramer wurde 1941 Sekretär des „Irgun ʿOlei Merkas Ejropa“ (IOME; Selbsthilfe-Organisation der Immigranten aus Mitteleuropa; auch „Hitʾachdut ʿOlei Merkaz Ejropa“) und wurde 1948 dessen Generalsekretär und war damit auch Herausgeber des „Mitteilungsblatts“. Tramer wurde 1956 Direktor des israelischen Leo Baeck Instituts (LBI) und Herausgeber des deutschsprachigen Vierteljahreshefts Bulletin für die Mitglieder der Gesellschaft der Freunde des Leo Baeck Instituts. Mit Eli Rothschild leitete er den Verlag Bitaon.
Tramer gab Festschriften für Kurt Blumenfeld, Siegfried Moses und Robert Weltsch heraus.

## Schriften (Auswahl)
- Die Karäer : ihre Geschichte und Lehre im Rahmen einer systematischen Geschichtsbetrachtung. Mukačevo, ČSR : Nekudah-Verlag, 1938
- Die Verantwortung des Dichters. Tel Aviv : Joachim Goldstein, 1939
- Michal. Liebe und Leid einer Königin. Novelle. Tel Aviv : Matara, 1940
- Über deutsch-jüdisches Dichtertum. Zur Morphologie des deutsch-jüdischen Bekenntnisses. In: Bulletin des Leo Baeck Instituts. Nr. 2/3, 1958, S. 88–103
- Ein tragisches Fehlurteil. Nach dem Eichmannprozeß, in: Friedrich Krummacher (Hrsg.): Die Kontroverse. Hannah Arendt, Eichmann und die Juden. München : Nymphenburger Verlagshandlung, 1964, S. 161–175
- (MHrsg.): Robert Weltsch zum Siebzigsten Geburtstag. 1961
- (Hrsg.): In zwei Welten. Siegfried Moses zum fünfundsiebzigsten Geburtstag. Tel Aviv 1962
- (Hrsg.): Kurt Blumenfeld. Erlebte Judenfrage : Ein Vierteljahrhundert deutscher Zionismus. Stuttgart : Deutsche Verlags-Anstalt, 1962
- Jüdischer Wanderbund Blau-Weiss. Ein Beitrag zu seiner äusseren Geschichte. In: Bulletin des Leo Baeck Instituts, 1962, Band 5, Nr. 17, S. 23–43; Textarchiv – Internet Archive.
- Berliner Frühexpressionisten. Leben und Schaffen von Erwin Loewenson. In: Bulletin des Leo Baeck Instituts. Jg. 6, 1963, S. 245–254